# ادوارد آکوا
ادوارد آکوا (انگلیسی: Edward Acquah; ۲۳ ژوئیهٔ ۱۹۳۵ – ۵ اکتبر ۲۰۱۱) بازیکن فوتبال اهل غنا بود.
وی همچنین در تیم ملی فوتبال غنا بازی کرده‌است.